# Хамбро, Эдвард Исак
Эдвард Исак Хамбро (норв. Edvard Hambro; 22 августа 1911, Кристиания — 1 февраля  1977, Осло) — норвежский политик, дипломатический и государственный деятель, председатель Генеральной Ассамблеи ООН (1970—1971). Учёный-правовед, юрист. Депутат Стортинга (парламента)

## Биография
Сын дипломата и политика Карла Йоакима Хамбро. В 1934 году окончил юридический факультет Университета Осло, стал кандидатом юридических наук (1934). В 1936 году получил докторскую степень по политологии в Женевском университете. Получив стипендию Фонда Рокфеллера, продолжил учёбу в США и Европе.
Международную карьеру начал в 1933 году в качестве временного сотрудника Секретариата Лиги Наций в Женеве. В 1938—1940 годах возглавлял международный отдел Института Х. Михельсена в Бергене. Во время Второй мировой войны после вторжения Германии в Норвегию в 1940 году служил офицером связи с британскими войсками в Западной Норвегии. После капитуляции Норвегии переехал в Лондон и некоторое время работал на BBC, а затем переехал в США для участия там в норвежской информационной работе. В 1942—1943 годах был генеральным секретарём партии «Скандинавская Федерация» (Nordmanns-Forbundet) и редактором её журнала, а затем до конца войны работал в Министерстве иностранных дел Норвегии в Лондоне.
В 1945 году представлял Норвегию на конференции в Сан-Франциско, где подписал Устав Организации Объединенных Наций.
После окончания Второй мировой войны был первым председателем недавно созданного Международного Суда ООН в Женеве (1946—1953). Несколько лет работал научным сотрудником в Норвежской школе экономики в Бергене, в 1959 году был назначен профессором юриспруденции.
С 1961 по 1969 год — председатель Консервативной партии Норвегии. В 1960—1966 годах — вице-президент Норвежского Красного Креста.
С 15 сентября 1970 по 21 сентября 1971 года занимал пост председателя Генеральной Ассамблеи ООН. С 1972 года работал в Комиссии международного права Организации Объединенных Наций.
Был послом Норвегии в ООН и Франции (1976), представлял страну в Европейской ассоциации свободной торговли.
Почётный доктор Университета Брандейса, Колумбийского университета, Университета Торонто и Йельского университета.